# Otto Benkner

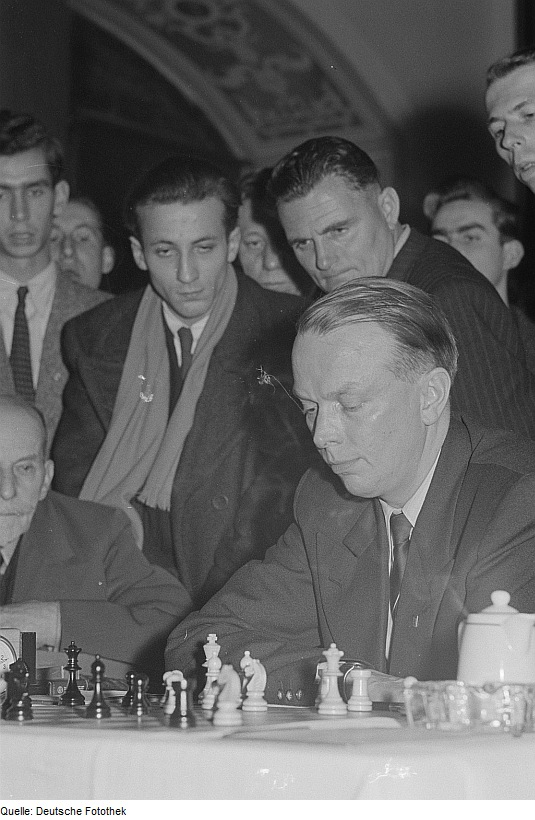
Otto Benkner, 1953

Otto Benkner (* 5. April 1909 in Frankfurt am Main; † 26. Januar 1996 in Saarbrücken) war ein saarländischer Schachspieler.

## Leben
Otto Benkner wuchs in Frankfurt am Main auf. Seit 1938 lebte er in Saarbrücken. 1943 verlor er seinen linken Arm durch einen Granatsplitter an der Ostfront. Nach seiner Rückkehr zog er 1944 in einen ländlicheren Teil des Saarlands. Aktives Turnierschach spielte er aus gesundheitlichen Gründen nur bis 1967. Beim Saarländischen Schachverband bekleidete er mehrere Funktionen, unter anderem diejenige des Pressewarts. Von 1948 bis 1990 betreute er die Schachecke in der Samstagsbeilage Heim und Freizeit der Saarbrücker Zeitung. Die Schachecke wurde 1991 von Herbert Bastian übernommen.

## Schachliche Erfolge

### Die Frankfurter Zeit
Mehrmals erfolgreich war er bei Frankfurter Stadtmeisterschaften. 1928 erreichte er mit fünf Punkten aus acht Partien den zweiten Platz. Die Stadtmeisterschaft 1930 gewann er. 1932 wurde er mit 4,5 aus 7 Dritter, 1934 erneut Dritter, diesmal mit 7,5 aus 11. Im Jahr 1934 gelang ihm in Bad Ems mit 5 aus 7 der Gewinn des Mittelrheinischen Schachkongresses. Bei der deutschen Ländermeisterschaft 1934 in Wiesbaden erreichte er, am zweiten Brett spielend, mit der Auswahl des Mittelrheins den dritten Platz. 1935 belegte er bei der Frankfurter Stadtmeisterschaft mit 12 aus 17 den zweiten Platz, 1936 wurde er erneut Zweiter, diesmal mit 12,5 aus 16. 1937 wurde er zum zweiten Mal Frankfurter Stadtmeister. Beim 61. Mittelrheinischen Schachkongreß 1937 in der Frankfurter Liederhalle belegte er einen geteilten zweiten Platz. Obwohl schon im Saarland lebend, nahm er erneut 1940 an einer Frankfurter Stadtmeisterschaft teil und belegte mit 6 aus 9 einen geteilten zweiten Platz. Da es zwei ausrichtende Verbände gab (die KdF-Schachgemeinschaft und der Großdeutsche Schachbund), wurden in diesem Jahr zwei Stadtmeisterschaften ausgetragen. Auch an späteren Stadtmeisterschaften nach dem Zweiten Weltkrieg nahm er als gebürtiger Frankfurter noch teil. Vereinsschach spielte Otto Benkner zu seiner Frankfurter Zeit für die Schachfreunde Frankfurt 1921, mit denen er 1938 bei den deutschen Mannschaftsmeisterschaften den fünften Platz belegte.

### Die Saarländer Zeit
Größere Schacherfolge als in Frankfurt hatte er dann nach seinem Umzug in das Saarland. Hier wurde er elfmal Saarländischer Einzelmeister, zuletzt 1966 – bei seiner ersten Saarländischen Einzelmeisterschaft 1939 war er noch Zweiter geworden. Nationaler Einzelmeister wurde er durch diese Siege 1948, 1949, 1951 und 1954, während bei seinen anderen Siegen das Saarland ein Teil Deutschlands war. Vereinsschach spielte er ab 1939 für den SV Saarbrücken 1939, in den 1960er-Jahren für den ATSV Saarbrücken. Die Stadtmeisterschaft von Saarbrücken 1941 hatte er auf dem zweiten Platz beendet, die folgende Stadtmeisterschaft 1942 konnte er mit zehn Siegen in zehn Partien und drei Punkten Vorsprung gewinnen.
Zu Zeiten der Abtrennung des Saarlandes nach dem Zweiten Weltkrieg nahm der Saarstaat zwischen 1952 und 1956 an drei Schacholympiaden teil. Bei der Schacholympiade 1952 in Helsinki spielte Benkner am zweiten Brett und hatte als einziger Spieler der Mannschaft ein positives Ergebnis von 9 Punkten aus 14 Partien, was das fünftbeste Ergebnis aller Spieler am zweiten Brett bei dieser Olympiade bedeutete. Er war von allen Saarländer Spielern der einzige, der bei jeder Partie spielte, wobei ihm ein Sieg gegen den tschechoslowakischen Weltklassespieler Luděk Pachman gelang. Das Saarland belegte jedoch nur den 24. Platz von 25 teilnehmenden Nationen. 1954 in Amsterdam spielt er für das Saarland am Spitzenbrett und erneut war er der einzige Spieler der Mannschaft mit einem positiven Ergebnis (10 aus 16). Hier gelangen ihm Siege gegen zum Beispiel Daniel Abraham Yanofsky und Enrico Paoli. Gegen Bent Larsen remisierte Benkner in der Gruppenphase. Beim erneuten Aufeinandertreffen gewann er gegen ihn im B-Finale. Die Mannschaft jedoch wurde nur 22. bei 26 Teilnehmern. 1956 in Moskau spielte er zum letzten Mal bei einer Schacholympiade, jedoch diesmal weniger erfolgreich. Am Spitzenbrett erzielte er lediglich fünf Punkte aus 13 Partien. Die Mannschaft wurde 26. von 34 Teilnehmern.
Seine beste historische Elo-Zahl wurde mit 2527 für den November 1954 berechnet. Dies ist jedoch wenig aussagekräftig, da lediglich sechs Turniere für die Berechnung berücksichtigt wurden, an denen Otto Benkner teilgenommen hatte.